# Off the Map
Off the Map é um filme de drama produzido no ano de 2003, dirigido por Campbell Scott e escrito por Joan Ackermann.

## Enredo
Uma peculiar família vive sem contato com o mundo externo. Bo usa sua imaginação para explorar o seu mundo. Enquanto Arlene tenta manter a família unida. Seu pai fica com uma profunda depressão.
Todo o mistério do filme circula entorno do que vai acontecer com essa família nos próximos oito anos.

## Elenco
(Por ordem de aparecimento nos créditos)
- Joan Allen como Arlene Grodin
- Valentina de Angelis na versão jovem de Bo Grodin
- Sam Elliott como Charley Grodin
- J.K. Simmons como George
- Jim True-Frost como William Gibbs
- e Amy Brenneman na versão adulta de Bo Grodin
- Boots Southern como Rusty
- J.D. Garfield como Romero
- Matthew Montoya como Store Clerk
- Kathy Griego como Consuela
- Fr. William Hart McNicholas como Interpreter
- Fr. Timothy Martinez como Priest
- J.D. Hawkins como Jack
- Kevin Skousen como Don